# Wiener Fußball-Verband
La Wiener Fußball-Verband è la federazione calcistica dello stato federato austriaco di Vienna. Fondata nel 1923, è una delle 9 federazioni regionali che compongono la Federazione calcistica dell'Austria (ÖFB).
Organizza ogni anno un proprio campionato e una coppa riservati alle squadre affiliate. Organizza anche i tornei femminili e giovanili.

## Storia
Fin dal 10 ottobre 1920 fu deciso di separare la città di Vienna dalla Bassa Austria, della quale faceva amministrativamente parte. In quell'anno fu deciso che Vienna avrebbe fatto land a sé, ma solo a partire dal 1º gennaio 1922, data nella quale l'ordinanza avrebbe avuto validità. Come riflesso di questa mutata situazione politica, le squadre viennesi cominciarono a programmare una loro uscita dalla Niederösterreichischer Fussballverband, nella quale erano in numero nettamente preponderante: nel 1920 questa federazione era composta di 146 squadre, di cui 122 con sede a Vienna e solo 24 localizzate nella provincia. Questi sforzi si concretizzarono con la fondazione, il 31 gennaio 1923, della Wiener Fußball-Verband.
La nuova federazione istituì subito un proprio campionato e una propria coppa, che andarono a sostituire i corrispettivi tornei della NÖFV per importanza, imponendosi come tornei "nazionali", anche se non ancora nel vero senso del termine. I campionati di I. Liga e II. Liga furono i primi tornei calcistici a carattere ufficialmente professionista al mondo, dopo la Football League inglese e la Scottish Football League. Al primo torneo di I. Liga presero parte 11 squadre: Wiener Amateur, First Vienna, Rapid, Wiener AC, Admira, Wacker, Simmering, Wiener SC, Rudolfshügel, Slovan e Hakoah, che vinse il titolo. In II. Liga si consacrò campione il Floridsdorfer AC.
La Wiener Fußball-Verband fu dissolta nel 1938, in seguito all'occupazione nazista dell'Austria e le squadre furono inquadrate nelle strutture calcistiche del Terzo Reich. Le formazioni migliori costituirono la Gauliga XVII, il cui vincitore competeva per il titolo di campione di Germania. In questo periodo il Rapid Vienna vinse il titolo nel 1940-1941, unica squadra austriaca a riuscire nell'impresa. Lo stesso Rapid nel 1938 e il First Vienna nel 1943 conquistarono invece la coppa nazionale tedesca (Tschammerpokal).
Ricostituita nel 1945, la Wiener Fußball-Verband organizzò ancora il campionato e la coppa nazionali fino alla stagione 1948-1949, quando fu fondata la Österreichische Fußball-Staatsliga, la quale dette vita al primo campionato veramente nazionale, a cui presero parte tre squadre da fuori Vienna (Vorwärts Steyr, Sturm Graz e Gloggnitz). Da questa data, il massimo campionato nazionale rimase sempre sotto il controllo della lega professionistica o della federazione nazionel.
Alla WFV rimase l'organizzazione dei tornei regionali viennesi, il primo dei quali in ordine d'importanza, la Wiener Stadtliga, funse da secondo livello del campionato fino al 1950-1951, quando venne introdotta la Staatsliga B. In quell'anno risultavano affiliate 252 squadre, con 26.000 giocatori tesserati. La struttura del campionato prevedeva un girone unico di 13 squadre nella Stadtliga, due gironi nella 1. Klasse (per un totale di 29 squadre), quattro gruppi di 2. Klasse (56 formazioni) e altrettanti nella 3. Klasse; infine, 46 squadre suddivise in 4 raggruppamenti nella 4. Klasse e tre Schutzgruppen per complessive 29 squadre. Sul territorio cittadino erano siti 125 campi sportivi per il gioco del calcio.
Sino alla stagione 1973-1974 la Wiener Stadtliga rappresentò il terzo livello nazionale, dapprima dietro alla Staatsliga B e poi, dal 1959-1960, dietro alla Regionalliga. Dal 1974-1975 al 1979-1980, con l'introduzione della 2. Division, divenne il quarto livello; ma con l'abolizione della Regionalliga Ost, dal 1980-1981 al 1984-1985, tornò nuovamente ad occupare il terzo gradino della scala calcistica nazionale. Infine, con la stagione 1985-1986 e la reintroduzione della Regionalliga Ost, la Wiener Stadtliga è tornata ad essere il quarto livello nazionale.
Per quanto riguarda il calcio femminile, le prime stagioni di questo sport videro l'attività prevalentemente concentrata nell'area viennese. Normale quindi che fosse la Wiener Fußball-Verband, e non la federazione nazionale, ad organizzare il campionato femminile, dal 1972-1973 al 1981-1982. Comunque solo nel 1986 una squadra non della capitale riuscì a vincere il titolo.
Oggi la federazione gestisce il campionato regionale viennese, suddiviso in cinque livelli e la WFV-Cup. Le squadre maschili sono suddivise in 5 categorie, mentre le società femminili si suddividono in 2 diversi livelli. Al 2010 risultano affiliate 280 società maschili e 47 femminili, con 2.200 giocatori e 1.000 giocatrici tesserate. Sono attive anche 86 squadre "riserva" e 511 formazioni giovanili. Nel 2010 Robert Sedlacek ha sostituito Kurt Ehrenberger, in carica da vent'anni, alla presidenza della federazione.

## Presidenti
- 1923-1927 Ignaz Abeles
- 1927-1938 Josef Gerö
- 1945 Karl Zankl
- 1946-1959 Franz Putzendopler
- 1960-1972 Julius Blazek
- 1972-1974 Franz Horr
- 1974-1976 Karl Sekanina
- 1976-1977 Wilhelm Alexa
- 1977-1990 Othmar Luczensky
- 1990-2010 Kurt Ehrenberger
- 2010- Robert Sedlacek

## Struttura dei campionati

### Maschili

#### Wiener Stadtliga
È il massimo livello del campionato regionale viennese, il quarto su scala nazionale, ed è composto da un girone unico di 16 squadre. La vincente è promossa in Regionalliga, retrocesse le ultime due. Prende il nome dello sponsor Admiral.

#### Oberliga
Secondo livello regionale, e quinto nazionale. È suddivisa in due gironi da 16 squadre ciascuno: le vincenti sono promosse nella Wiener Stadtliga, mentre l'ultima classificata di ciascun girone retrocede in 1. Klasse.

#### 1. Klasse
Terzo livello regionale, e sesto nazionale. È suddivisa in due gironi da 14 squadre ciascuno. Ottiene la promozione la squadra vincitrice del rispettivo raggruppamento, retrocede l'ultima classificata.

#### 2. Klasse
Il quarto livello del calcio viennese, o settimo su scala nazionale. È suddivisa in due gironi da 14 squadre l'uno; promosse le vincitrici e retrocesse le ultime classificate di ciascun gruppo.

#### 3. Klasse
È il quinto ed ultimo livello regionale, nonché l'ottavo in ambito nazionale. È formato da un girone unico di 14 squadre, la cui vincitrice è promossa in 2. Klasse.

### Femminili

#### Wiener Frauen Landesliga
Raggruppa 10 formazioni, ed è la massima categoria femminile regionale, la terza in assoluto. La vincitrice disputa gli spareggi per la promozione in Frauen 2. Liga, mentre retrocede l'ultima classificata.

#### 1. Klasse A
Suddivisa in due gironi, uno di 7 e uno di 10 squadre, è il quarto livello su scala nazionale di calcio femminile. La vincitrice dello spareggio fra le due prime classificate è promossa in Wiener Frauen Landesliga.

## Albi d'oro

### Campionato
- 1946-1947  Rapid Oberlaa
- 1947-1948  Rasenspieler Hochstädt
- 1948-1949  Slovan Vienna
- 1949-1950  Elektra Vienna
- 1950-1951  Red Star Penzing
- 1952-1952  Wiener AC
- 1952-1953  Stadlau
- 1953-1954  Red Star Penzing
- 1954-1955  Olympia 33
- 1955-1956  Schwechat
- 1956-1957  Elektra Vienna
- 1957-1958  Ankerbrot
- 1958-1959  Floridsdorfer
- 1959-1960  Nußdorfer
- 1960-1961  Wienerberg
- 1961-1962  Rapid Oberlaa
- 1962-1963  Philips
- 1963-1964  Rapid Oberlaa
- 1964-1965  Helfort
- 1965-1966  First Vienna
- 1966-1967  Red Star Penzing
- 1967-1968  Nußdorfer

- 1968-1969  Wienerberg
- 1969-1970  Elektra Vienna
- 1970-1971  Hinteregger
- 1971-1972  Prater
- 1972-1973  Ostbahn/Olympia XI
- 1973-1974  Landstraßer
- 1974-1975  Elektra Vienna
- 1975-1976  Wienerberger
- 1976-1977  FavAC
- 1977-1978  Slovan Vienna
- 1978-1979  Donaufeld
- 1979-1980  Landstraßer
- 1980-1981  FavAC
- 1981-1982  Donaufeld
- 1982-1983  Schwechat
- 1983-1984  Schwechat
- 1984-1985  Schwechat
- 1985-1986  Donaufeld
- 1986-1987  Slovan Vienna
- 1987-1988  Gaswerk
- 1988-1989  Wacker/Großviktoria
- 1989-1990  Red Star Penzing

- 1990-1991  Stadlau
- 1991-1992  Wienerfeld
- 1992-1993  Slovan Vienna
- 1993-1994  Gerasdorf
- 1994-1995  Admira Landhaus
- 1995-1996  Donaufeld
- 1996-1997  Floridsdorfer
- 1997-1998  Prater
- 1998-1999  Simmering
- 1999-2000  Stadlau
- 2000-2001  Wiener SK
- 2001-2002  Simmering
- 2002-2003  Fortuna 05
- 2003-2004  PSV Team für Wien
- 2004-2005  Donaufeld
- 2005-2006  Rapid Vienna II
- 2006-2007  Wienerberger
- 2007-2008  Ostbahn XI
- 2008-2009  Schwechat
- 2009-2010  Columbia Floridsdorf
- 2010-2011  Simmering
- 2011-2012  Ostbahn XI

### Coppa
- 1988-1989  WAFKL Wimmer
- 1989-1990  Wienerberger
- 1990-1991  Stadlau
- 1991-1992  Wienerfeld
- 1992-1993  Gerasdorf
- 1993-1994  Simmering
- 1994-1995  Wacker Wien[5]
- 1995-1996  Prater
- 1996-1997  Ajax/Grenzacker
- 1997-1998  Rapid Vienna Amateure/Red Star
- 1998-1999  Polizei/Feuerwehr
- 1999-2000  Polizei/Feuerwehr
- 2000-2001  Polizei/Feuerwehr
- 2001-2002  Gersthofer
- 2002-2003  Polizei/Feuerwehr
- 2003-2004  Wienerberger
- 2004-2005  Donaufeld
- 2005-2006  Post Vienna
- 2006-2007  First Vienna Under-23
- 2007-2008  Rapid Vienna II
- 2008-2009  Post Vienna
- 2009-2010  Post Vienna
- 2010-2011  Hellas-Kagran
- 2011-2012  Wiener Viktoria

La competizione è attualmente nota come TOTO-Cup per motivi di sponsor.